# Municipio de Walworth
El municipio de Walworth (en inglés: Walworth Township) es un municipio ubicado en el condado de Becker en el estado estadounidense de Minnesota. En el año 2010 tenía una población de 87 habitantes y una densidad poblacional de 0,93 personas por km².

## Geografía
El municipio de Walworth se encuentra ubicado en las coordenadas 47°6′52″N 96°7′8″O / 47.11444, -96.11889. Según la Oficina del Censo de los Estados Unidos, el municipio tiene una superficie total de 93.91 km², de la cual 93,74 km² corresponden a tierra firme y (0,18 %) 0,17 km² es agua.

## Demografía
Según el censo de 2010, había 87 personas residiendo en el municipio de Walworth. La densidad de población era de 0,93 hab./km². De los 87 habitantes, el municipio de Walworth estaba compuesto por el 100 % blancos. Del total de la población el 4,6 % eran hispanos o latinos de cualquier raza.